# ماسايوكي يوميرا
ماسايوكي يوميرا، (بالإنجليزية: Uemura Masayuki)‏، (باليابانية: 上村雅之)، ولد في 20 يونيو عام 1943، وهو مصمم هاردوير ألعاب فيديو ياباني.
ونتيجة لإنفجارات اليابان، في الحرب العالمية الثانية، أجبرت عائلته على الانتقال إلى كيوتو، ونتيجة لامتلاك أموال ضئيلة، كان مجبر على صنع لعبه الخاصة بنفسه.
أصبحت لعبه أكثر، وأكثر تعقيدا، وأراد التعلم أكثر لذلك التحق بالكلية الصناعية. وبمجرد تخرجه، إستأجرته شركة شارب في الحال.